# Dark Blood
Dark Blood – czwarty minialbum południowokoreańskiej grupy Enhypen, wydany 22 maja 2023 roku przez wytwórnię Belift Lab. Płytę promował singel „Bite Me”.

## Lista utworów
| CD | CD                      | CD | CD                   | CD      |
| Nr | Tytuł utworu            | Tekst | Producent            | Długość |
| -- | ----------------------- | --- | -------------------- | ------- |
| 1. | „Fate”                  | "Hitman" Bang, BreadBeat, Cashcow, Hybe, Jacob Aaron (The Hub), Kyler Niko, Noerio (The Hub), The Hub 88, Wonderkid, Shin Kung | Wonderkid            | 2:31    |
| 2. | „Bite Me”               | Cirkut, David Stewart, Jason Evigan, Loudriz, Supreme Boi | Cirkut, Jason Evigan | 2:37    |
| 3. | „Sacrifice (Eat Me Up)” | "Hitman" Bang, Alexander Karlsson, Andy Love, Deeno (Snnny), Hero (Snnny), Josh McClelland, Matt Thomson, Max Lynedoch Graham, Ryan Lawrie, Wonderkid, Yejune Synn (Snnny), Kim Jae-won (Jam Factory), Jeon Ji-eun, Jo Yoon-kyung | Wonderkid            | 3:22    |
| 4. | „Chaconne”              | "Hitman" Bang, January 8th, Aaron Theodore Berton, Elsa Curren, Matthew Robert Crawford, Tony Ferrari | Theo & The Climb     | 3:33    |
| 5. | „Bills”                 | "Hitman" Bang, Rum (Mumw), Ryan Curtis, Sophie Hintze, Tido Nguyen, Y0ung(MUMW), Kim Su-ji (Lalala Studio), Shin Kung | Tido Nguyen          | 2:55    |
| 6. | „Karma”                 | "Hitman" Bang, January 8th, Andy Love, Waveshower | Waveshower           | 3:12    |

## Notowania
| Lista                                       | Pozycja | Źr.    |
| ------------------------------------------- | ------- | ------ |
| Austrian Albums (Ö3 Austria)                | 8       | [ 2 ]  |
| Belgian Albums (Ultratop Flanders)          | 7       | [ 2 ]  |
| Belgian Albums (Ultratop Wallonia)          | 4       | [ 2 ]  |
| Dutch Albums (Album Top 100)                | 32      | [ 2 ]  |
| French Albums (SNEP)                        | 2       | [ 3 ]  |
| German Albums (Offizielle Top 100)          | 9       | [ 2 ]  |
| Greek Albums (IFPI)                         | 2       | [ 4 ]  |
| Hungarian Albums (MAHASZ)                   | 2       | [ 5 ]  |
| Italian Albums (FIMI)                       | 56      | [ 6 ]  |
| Japanese Albums (Oricon)                    | 1       | [ 7 ]  |
| Japanese Combined Albums (Oricon)           | 1       | [ 8 ]  |
| Japanese Hot Albums (Billboard Japan)       | 1       | [ 9 ]  |
| Lithuanian Albums (AGATA)                   | 72      | [ 10 ] |
| Polish Albums (ZPAV)                        | 8       | [ 11 ] |
| South Korean Albums (Circle)                | 1       | [ 12 ] |
| Spanish Albums (PROMUSICAE)                 | 32      | [ 2 ]  |
| Swedish Physical Albums (Sverigetopplistan) | 5       | [ 13 ] |
| Swiss Albums (Schweizer Hitparade)          | 5       | [ 2 ]  |
| UK Album Downloads (OCC)                    | 70      | [ 14 ] |
| US Billboard 200                            | 4       | [ 15 ] |
| World Albums (Billboard)                    | 2       | [ 16 ] |

## Nagrody w programach muzycznych
| Program            | Data           | Źródło |
| ------------------ | -------------- | ------ |
| M Countdown (Mnet) | 1 czerwca 2023 | [ 17 ] |
| Music Bank (KBS2)  | 2 czerwca 2023 | [ 18 ] |

## Sprzedaż
| Kraj             | Sprzedaż   |
| ---------------- | ---------- |
| Japonia          | 163 134+   |
| Korea Południowa | 1 554 830+ |
| USA              | 85 000+    |